# Vernon (Teksas)
Vernon je grad u američkoj saveznoj državi Teksas. Prema popisu stanovništva iz 2010. u njemu je živjelo 11.002 stanovnika.